# نيسوس

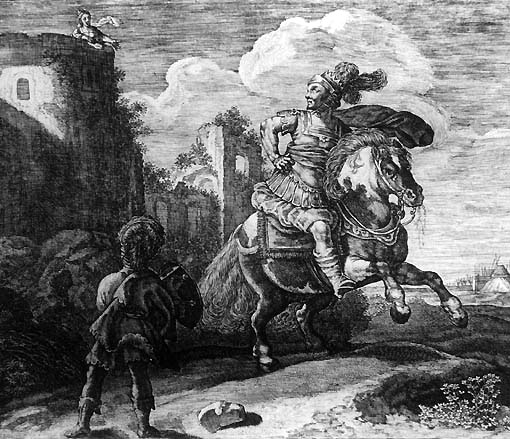
مينوس وسكيلا، في نقش من القرن السابع عشر

نيسوس في الميثولوجيا الإغريقية هو ملك ميغارا وشقيق أيغيوس وأحد أبناء بانديون الثاني ملك أثينا.
تقول الأسطورة أن مينوس ملك كريت انطلق ليهاجم أثينا لكي ينتقم لمقتل ابنه أندروغيوس، وكان أيغيوس مسؤولا عن مفتله بشكل مباشر أو غير مباشر، وقام بمحاصرة ميغارا. تمكن مينوس في النهاية من احتلال المدينة بخيانة من ابنة الملك وتدعى سكيلا التي أحبت مينوس، فأخذت القفل الذهبي (أو البنفسجي) من رأس أبيها، والذي اعتمد عليه نيسوس لسلامته وسلامة مدينته. وسقطت ميغارا ومات نيسوس وهو يقاتل (أو قتل نفسه) وتحول إلى نسر بحر. أما مينوس الذي اشمأز من خيانة سكيلا، ربطها إلى دفة سفينته وألقاها لاحقا على الشاطئ قرب نتوء صخري سمي سكيلايوم عليها؛ أو أنها ألقت بنفسها في البحر وسبحت خلف مينوس بعد أن ظل أبوها يلاحقها، حتى تحولت في النهاية إلى كيريس (طائر أو سمكة).
في كتابات فرجيل يتم الخلط بين سكيلا ابنة نيسوس وبين وحش البحر وهي ابنة فوركيس. وكان نيسوس قد ارتبط اسمه بميناء نيسايا، والحكايات المحلية لا تذكر خيانته من قبل ابنته. ووفقا لروشر في موسوعة الميثولوجيا الذي يعرّف الكيريس مع البلشون، فإن قصة نيسوس وسكيلا تم اختراعها لتعطي تفسيرا عن خصائص طيور معينة. حيث كانت الطيور تعتبر أنها كانت في الأصل كائنات بشرية، ويفترض أن أفعال وشخصيات هؤلاء البشر موجودة لدى عادات الطيور التي تحولوا إليها. ويقول الباحث إرنست سيكه أن الشعر الذهبي أو البنفسجي لنيسوس يمثل الشمس أما سكيلا فتمثل القمر، وأن أصل الأسطورة يمكن النظر إليه من الأسطورة القديمة في العلاقة بين الاثنين، والتي سعى سيكه لتفسيرها بمساعدة المثيل الهندي والألماني.